# Movileni, Galați
Movileni este o comună în județul Galați, Moldova, România, formată numai din satul de reședință cu același nume. Se află în Câmpia Tecuciului[*]; lângă Siret; și la o altitudine de 45 m deasupra nivelului mării. Are o suprafață de 40,05 km². Populația este de 3.090 locuitori, determinată în 1 decembrie 2021, prin recensământ, chestionar.

## Așezare
Comuna se află în Câmpia Tecuciului, la marginea vestică a județului, la limita cu județul Vrancea, pe malul stâng al Siretului. Este străbătută de șoseaua județeană DJ252, care o leagă spre est de Barcea (unde se termină în DN25) și spre nord de Cosmești (unde se intersectează cu DN24), Nicorești, Buciumeni, apoi în județul Vrancea de Ploscuțeni, Homocea, mai departe în județul Bacău de Huruiești, Găiceana, Pâncești, Parincea, Ungureni și Buhoci (unde se termină în DN2F).

## Istorie
La sfârșitul secolului al XIX-lea, comuna făcea parte din plasa Bârlad a județului Tecuci și era formată din satele Movilenii de Jos și Movilenii de Sus, având în total 314 locuitori. În comună funcționau două biserici și o școală cu 55 de elevi. Anuarul Socec din 1925 o consemnează în plasa Ivești a aceluiași județ, având 2500 de locuitori în aceeași alcătuire. În 1931, comuna a fost desființată, iar satele ei au fost incluse în comuna Furceni, împreună cu unele sate ale comunei Cosmești.
Primele mențiuni despre existența așezării Movileni, apar în hrisoavele domnești din timpul lui Ștefan cel Mare. Documentele se referă la danii făcute de domnitor către răzeșii comunei. De-a lungul epocilor istorice nucleul comunal se extinde, așezarea împărțindu-se pe la 1860 în Movilenii de Sus și Movilenii de Jos. În timpul luptelor din 1917 a fost distrus și castelul de la Movileni, de pe malul Siretului, ale cărui ruine se mai văd și astăzi.
Până în 1950, însă, comuna a fost reînființată; atunci, a fost transferată raionului Tecuci din regiunea Putna, apoi (după 1952) din regiunea Bârlad și în sfârșit (după 1956) din regiunea Galați. În 1968, a trecut la județul Galați, tot atunci satele Movilenii de Jos și Movilenii de Sus fiind comasate pentru a forma unicul sat Movileni.

## Demografie
Componența etnică a comunei Movileni
     Români (79,13%)
     Romi (16,73%)
     Alte etnii (0,06%)
     Necunoscută (4,08%)
Componența confesională a comunei Movileni
     Ortodocși (93,66%)
     Penticostali (1,62%)
     Alte religii (0,58%)
     Necunoscută (4,14%)
Conform recensământului efectuat în 2021, populația comunei Movileni se ridică la 3.090 de locuitori, în scădere față de recensământul anterior din 2011, când fuseseră înregistrați 3.269 de locuitori. Majoritatea locuitorilor sunt români (79,13%), cu o minoritate de romi (16,73%), iar pentru 4,08% nu se cunoaște apartenența etnică. Din punct de vedere confesional, majoritatea locuitorilor sunt ortodocși (93,66%), cu o minoritate de penticostali (1,62%), iar pentru 4,14% nu se cunoaște apartenența confesională.

## Politică și administrație
Comuna Movileni este administrată de un primar și un consiliu local compus din 13 consilieri. Primarul, Mihai Cașu[*], de la Partidul Național Liberal, este în funcție din 1 noiembrie 2024. Începând cu alegerile locale din 2024, consiliul local are următoarea componență pe partide politice:
|  | Partid                          | Consilieri | Componența Consiliului | Componența Consiliului | Componența Consiliului | Componența Consiliului | Componența Consiliului | Componența Consiliului |
|  | ------------------------------- | ---------- | ---------------------- | ---------------------- | ---------------------- | ---------------------- | ---------------------- | ---------------------- |
|  | Partidul Național Liberal       | 6          |                        |                        |                        |                        |                        |                        |
|  | Partidul Social Democrat        | 3          |                        |                        |                        |                        |                        |                        |
|  | Alianța pentru Unirea Românilor | 2          |                        |                        |                        |                        |                        |                        |
|  | Partida Romilor „Pro Europa”    | 1          |                        |                        |                        |                        |                        |                        |
|  | Uniunea Salvați România         | 1          |                        |                        |                        |                        |                        |                        |

## Atracții turistice
- Biserica "Sfinții Arhangheli Mihail și Gavriil" Movilenii de Sus
- Biserica ”Sfinții Arhangheli Mihail și Gavriil” Movilenii de Jos
- Barajul de la Movileni

## Cultură

### Biblioteca comunală Movileni
Amplasată în centrul comunei, la șoseaua principală, biblioteca oferă tuturor cetățenilor comunității doritori de lectură, cărți din diverse domenii cum sunt: filozofie, religie, medicină, agricultură, matematică, fizică, chimie, științe naturale, arta etc. Nu se știe cu certitudine anul în care s-a înființat. În anul 1962 funcționa în casa proprietate a familiei Miron Valerian, prima bibliotecară fiind doamna Slătescu Elena. A urmat ca bibliotecară cu norma întreagă doamna Ochesoiu Victoria. După ce a fost desființat postul de bibliotecar activitatea bibliotecii a fost susținută de cadre didactice cu indemnizație. Printre aceștia trebuie să amintim pe: Sonu Mariana, Spânu George și David Iancu. Între timp biblioteca a fost mutată în incinta Căminului Cultural unde funcționează și astăzi. 
După 1990 biblioteca și-a reluat rolul în mijlocul comunității. Dezvoltată treptat cu ajutorul comunității locale și sub directa îndrumare a Bibliotecii Județene „V.A.Urechia”, Biblioteca Comunală Movileni deține un nr. de 13395 volume. În prezent biblioteca are în dotare patru  calculatoare, o imprimantă și este conectată la internet. Din anul 1990 activeaza ca bibliotecar doamna Sandu Maria. 